# Sposobnost opstanka
Sposobnost opstanka ili fitnes (od engl. fitness: sposobnost, prikladnost, spremnost; često označeno s {\displaystyle w} u populacijskogenetičkim modelima), centralna ideja teorije evolucije. Može se definirati ili u odnosu na genotip ili u odnosu na fenotip u danom okolišu. U kojem god slučaju ona opisuje mogućnost za preživljenjem i razmnožavanjem, a jednaka je prosječnom doprinosu genskoj zalihi (genskom poolu) sljedeće generacije koju čini prosječna jedinka specifičnog genotipa ili fenotipa. Termin "darvinistička sposobnost" često se rabi da se jasno istakne razlika u odnosu na fizičku sposbnost. Ako razlike među alelima danog gena utječu na darvinističku sposobnost, onda će se frekvencije alela mijenjati tijekom generacija; aleli s većom sposobnošću opstanka postat će češći. Ovaj se proces naziva prirodnom selekcijom.
Sposobnost opstanka jedinke manifestira se u njezinu fenotipu. Na fenotip utječu i razvojni okoliš i geni, a sposobnost opstanka danog fenotipa može biti različit u različitim okolišima. Stoga sposobnost opstanka različitih jedinaka s istim genotipom nije nužno jednak. Budući da je sposobnost opstanka genotipa prosječne kvantitete, on će utjecati na reproduktivne ishode svih jedinaka s tim genotipom u danom okolišu ili skupu okoliša.
Inkluzivna sposobnost opstanka razlikuje se od individualne sposbnosti opstanka jer uključuje mogućnost alela u nekoj jedinki da promovira opstanak i/ili razmnožavanje drugih jedinaka koji dijele taj alel, dajući prednost nad jedinakama s različitim alelom. Jedan mehanizam inkluzivne sposobnosti opstanka jest rodbinska selekcija.

## Više informacija
- genocentrični pogled na evoluciju
- inkluzivna sposobnost opstanka
- prirodna selekcija
- reproudktivni uspjeh
- selekcijski koeficijent
- univerzalni darvinizam